# 徽州
徽州旧称歙州、新安，是中國歷史上的一個行政區，於宋宣和三年（1121年）由歙州改名而來，下轄歙縣、黟縣、休寧、祁門、績溪、婺源六縣，治所在歙縣。元升為“徽州路”，明清為“徽州府”。1987年徽州地區改名為地級黃山市，徽州行署同時改為黃山市政府。繼民國38年婺源縣改隸江西省後，重要屬縣績溪縣改隸宣城地區。目前徽州雖然已不是行政區劃，但因歷史原因和六縣間相近的文化認同，有部分人士希望恢復徽州的行政地位。
現在“徽州”一詞除了指“徽州區”外，更多指的是具有共同歷史、文化和語言，歷史上長期由徽州（徽州路、徽州府）所轄的歙縣、績溪、休甯、祁門、黟縣和婺源六縣區域。
徽州是徽商的發祥地，明清時期徽商稱雄中國商界500餘年，有“無徽不成鎮”、“徽商遍天下”之說。徽州文化也成為中外學者重點研究的中華三大地域文化之一，包含以徽劇、徽菜、徽雕和新安理學、新安醫學、新安畫派、徽派篆刻、徽派建築、徽派盆景等文化藝術形式。在原徽州區域內，旅遊資源極為豐富，擁有兩處世界遺產，兩座國家歷史文化名城，三處國家級風景名勝區，一處國家級自然保護區，一處世界地質公園，二處國家地質公園，三處國家森林公園和十處全國重點文物保護單位，三處中國歷史文化名街。

## 徽州的內涵
關於徽州這兩個字，從地名角度去解析，存在三種含義。
- 第一種指的是1987年建立地級黃山市以後劃歙縣地新成立的縣級市轄區徽州區，但此名稱僅僅停留在行政層面，在民間多以徽州區政府駐地岩寺鎮稱之（即使在徽州區當地居民心中和口中亦是如此[來源請求]）。
- 第二種指的是作為明清時期徽州府轄境的含義，這個是標準意義上的徽州，不存在任何質疑和困惑，最嚴謹的含義。以明清而計，徽州府轄境為今地級黃山市（黟縣北部柯村鄉、美溪鄉和宏潭鄉除外、祁門縣安淩鎮除外、黃山區僅限南部湯口鎮）、績溪縣全境、婺源縣全境。

| 府縣   | 治所                                           | 今轄境 | 隸屬關係                                                            |
| ------ | ---------------------------------------------- | --- | ------------------------------------------------------------------- |
| 徽州府 | 今歙縣徽城鎮                                   | | 二級政區。徽城鎮自唐武德四年（622年）始成為州治                     |
| 歙縣   | 今歙縣徽城鎮，嘉靖三十四年（1555年）前府縣同治 | 今歙縣、徽州區、黃山區湯口鎮和黃山風景區，及今績溪縣的坦頭、大源、金坑和溪頭鄉部分鄉村，今屯溪區屯光鎮篁墩村、休寧縣璜尖鄉、浙江淳安縣中洲鎮紮源村 | 始皇二十六年（西元前221年）置，屬鄣郡，本州首縣                     |
| 休寧縣 | 今休寧海陽鎮                                   | 今休寧縣（璜尖鄉、板橋鄉和花橋鄉除外）、屯溪區（屯光鎮篁墩村除外）                                                                                 | 漢建安十三年（208年），分歙縣西鄉地置縣，隸本州                     |
| 黟縣   | 今黟縣碧陽鎮                                   | 今黟縣（黃山山脈以北的柯村鄉、美溪鄉和宏潭鄉除外）                                                                                                 | 始皇二十六年（西元前221年）置，屬鄣郡，隸本州                       |
| 績溪縣 | 今績溪華陽鎮                                   | 今績溪縣（坦頭、大源、金坑和溪頭鄉部分鄉村除外）                                                                                                   | 唐永泰二年（766年）析歙縣華陽鎮置，隸本州                           |
| 婺源縣 | 今婺源紫陽鎮                                   | 今婺源縣（含休寧縣板橋鄉和花橋鄉） | 唐開元二十八年（740年），析休寧縣回玉鄉和鄰縣樂平的懷金鄉置，隸本州 |
| 祁門縣 | 今祁門祁山鎮                                   | 今祁門縣（西北部安淩鎮除外） | 唐武德五年（622年），析黟縣和饒州鄱陽二縣各一部置，隸本州           |

- 第三種則聯繫了當今時代發展和行政區劃隸屬關係，簡言之，不僅僅包含最為嚴謹的徽州府含義（即第二種），還包括了1949年之後就劃屬徽州專區（地區）管轄的原安徽省太平縣，太平縣在1983年合併歙縣黃山鄉（今湯口鎮）、石台縣廣陽鄉（今廣陽鎮）及黃山風景區管理局（今黃山風景區管委會）三者成立了以原太平縣城甘塘鎮為中心的縣級黃山市，到了1987年成立地級黃山市時，縣級黃山市降為黃山市黃山區。故而第三種含義應當指地級黃山市、績溪縣、江西婺源縣。

## 歷史

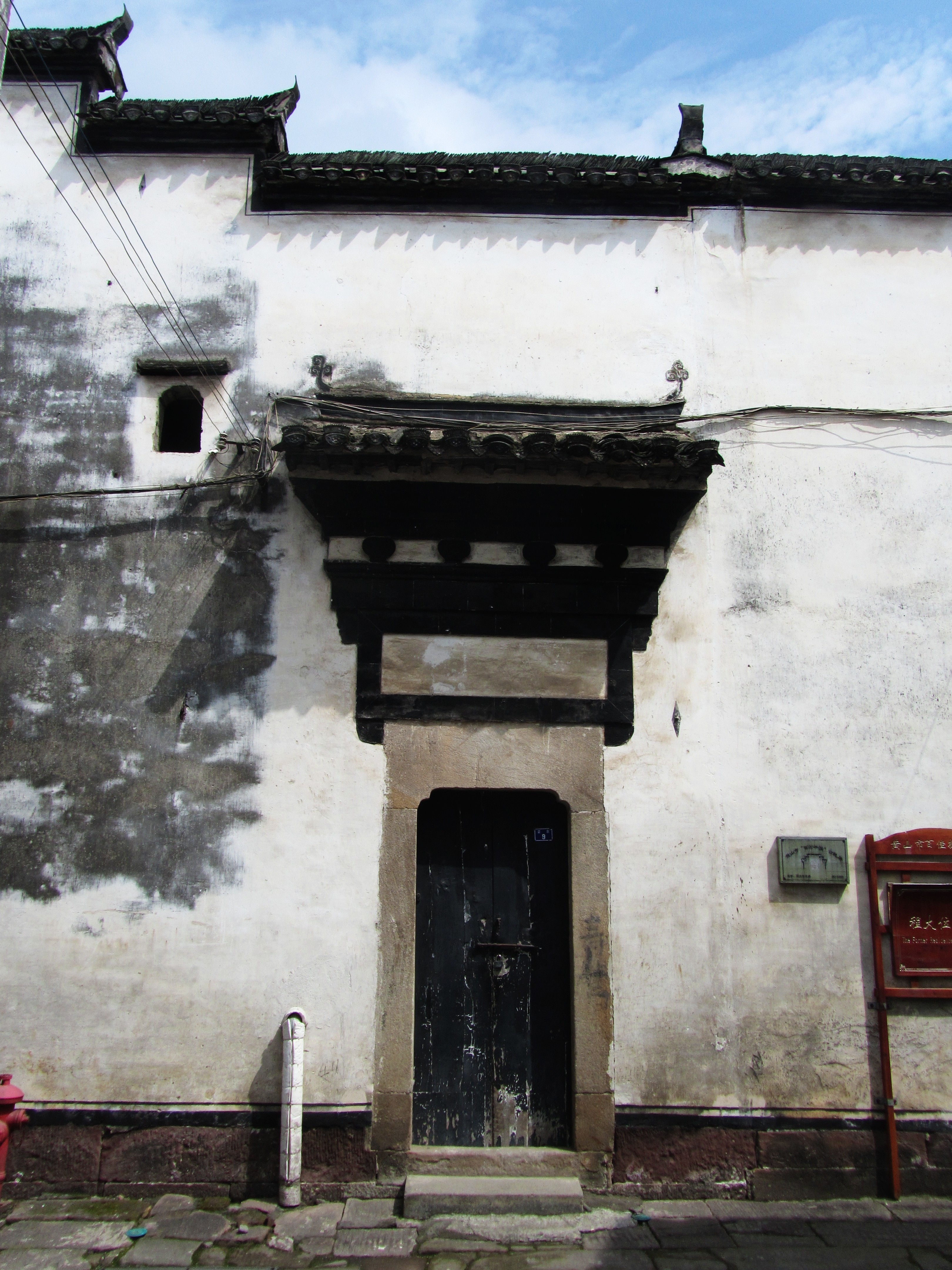
徽派建築

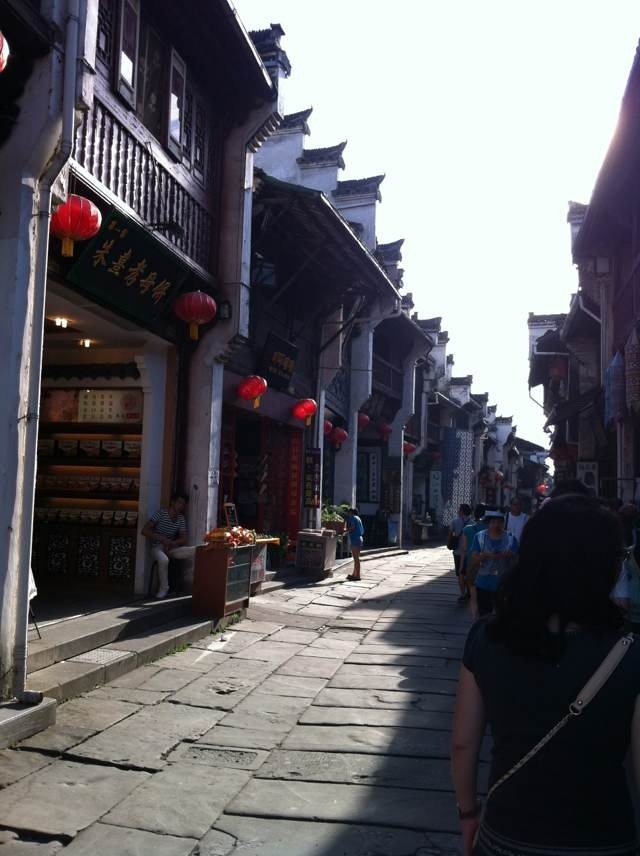
屯溪老街

徽州屬《禹貢》“揚州”之地。春秋時屬吳國，句踐滅吳後屬越國。戰國後期屬於楚國。秦漢時置歙縣、黝縣，屬會稽郡。南朝時設置新安郡，隋朝改歙州，治所在歙縣。宋宣和三年（1121年），在平定方臘之亂後，將歙州改名為“徽州”，屬於江南東路。元升為“徽州路”。明清為“徽州府”，治所仍在歙縣，下轄歙縣、黟縣、休甯、祁門、績溪、婺源六縣。康熙六年（1667年）將江南省分為安徽省和江蘇省，徽州府屬安徽。
1912年，民國廢府，各縣由省直轄，“徽州”不再作為行政區劃名稱。1934年，婺源縣劃歸江西省，1947年劃回安徽，1949年仍劃歸江西。
1949年設徽州專區，專署駐屯溪，轄屯溪市及歙縣、旌德、績溪、休甯、祁門、黟縣6縣。其後轄境屢有變動。1970年改稱徽州地區。1987年11月27日，撤銷徽州地區，設立地級黃山市，原縣級黃山市改為黃山區，並設立黃山市徽州區，以歙縣、休寧縣各一部分為其行政區域。

## 地理
徽州地區位於皖南山區，群山環抱，北面是黃山，東南是天目山，其它著名山峰有歙縣東北部的清涼峰（海拔1787米），祁門縣境內的牯牛降（海拔1728米），位於婺源與休寧交界處的大鄣山（海拔1629.8米）、婺源西南部的鳳遊山（海拔675米）、休甯西北部的白岳齊雲山（海拔585米）等。錢塘江的上游新安江發源于休寧，直通杭州。

## 文化
徽州傳統文化歷史悠久，底蘊深厚。在建築、雕刻、繪畫、篆刻、盆景、編織、書版、理學、醫學等諸多領域取得重要成就。
自南唐及兩宋以來，徽州商人就在中國的貿易活動中佔有重要地位，被稱作“徽商”。明清時期，徽商更是遍及全中國，並有“無徽不成鎮”之說。獲得巨額財富的徽商們積極資助故里的文化、教育和建設事業，形成了徽州“官商學一體”的發展體系。
- 中國“文房四寶”中的徽墨、歙硯、汪筆、澄心堂紙均出於此。
- 國粹京劇，是起源於徽州的地方劇種——徽劇。
- 徽菜——中國八大菜系之一
- 新安畫派
- 新安醫學
- 宋明理學
- 徽派建築：徽州各鎮鄉村均遍佈有大量歷史街巷和古代建築，其中民居、祠堂、牌坊被稱作為徽州建築三絕。徽州的民居選址注重風水，裝飾精美且富有文化氣息，代表性的有黟縣宏村、西遞（已被列為世界文化遺產），徽州區的潛口和呈坎村等。徽州的祠堂和牌坊也各具特色，最著名的有棠樾石牌坊群、許國石坊、羅東舒祠等，規模宏偉、雕樑畫棟，均屬國家級文物。

### 徽語
徽語，亦稱徽州話，是分佈在徽州地區（新安江流域及周邊以古徽州府為核心的區域）的一種漢語分支。傳統的觀點認為徽州話是一種吳語方言，但是由於徽語并無濁音，而濁音是吳語的重要特徵之一，故徽語從吳語中獨立出來，被認爲是與吳語、粵語、贛語等地位平等的漢語分支。和吳語一樣，古徽州話保留了很多的古音因素，大大區別于北方的官話方言，且有豐富的連續變調。
徽州话的代表音是歙县话，但是由于行政中心的变迁，歙县话的地位逐渐被屯溪话所取代。徽语方言内部差异较大，所谓“六邑之语不能相通”。徽语可以大致分为五个片区，即绩歙片、休黟片、祁德片、严州片和旌占片。徽语的使用人口大约400多万。

### 新安理学
新安理学是程朱理学的正宗流派，这是因为程朱理学的创始人及主要贡献人程颢、程颐及朱熹的籍贯都是徽州篁墩村。新安理学的核心是“伦理纲常”，并积极倡导“穷理之要，必在于读书”、“天理为义，人欲为利”、“正其义不谋其利，明其道理不计其功”以及“修内政"，"攘夷狄"”的思想，对徽州的经济文化发展产生了很大的影响。

## 歷代名人
古代徽州文風鼎盛，人文薈萃。書院、社學林立，自唐代以來所出進士有2081人，其中徽州所轄休寧縣為中國狀元第一大縣。徽州地區曾經湧現過多位文化界的傑出人士，如理學大家朱熹、作家張潮、汪道昆、章衣萍，語言學家戴東原，畫家漸江和尚、黃賓虹，教育家陶行知，以及近代思想家胡適等。在政治軍事領域，明朝抗倭名臣胡宗憲、清朝紅頂商人胡雪巖皆青史留名；實業界則有剪刀工匠張小泉和「中國鐵路之父」詹天佑等代表人物。當地亦孕育出特殊歷史人物如清末名妓賽金花。
徽州地區還湧現出一些黨和國家領導人，如前任中共中央總書記胡錦濤（祖籍績溪縣）和江泽民（祖籍婺源县）等。

## 宗族姓氏

### 新安十五姓
- 程姓：槐塘程氏、岑山渡程氏、
- 汪姓：潜口汪氏、稠墅汪氏、丛睦坊汪氏、岩镇汪氏
- 吴姓：西溪南吴氏、岩镇吴氏
- 黄姓：潭渡黄氏
- 胡姓
- 王姓：岩镇王氏
- 李姓：溪南李氏
- 方姓：岩镇方氏、罗田方氏
- 洪姓：桂林洪氏
- 余姓
- 鲍姓：棠樾鲍氏
- 戴姓
- 曹姓：雄村曹氏
- 江姓：江村江氏
- 孙姓

### 徽州八大姓
指“新安十五姓”中的前八姓：
- 程姓
- 汪姓
- 吴姓
- 黄姓
- 胡姓
- 王姓
- 李姓
- 方姓

## 其他
- 呈坎罗氏
- 槐塘唐氏

## 外部連結
- 臼井佐知子：〈徽州汪氏家族的迁徙与商业活动 （页面存档备份，存于）〉。
- 臼井佐知子：〈徽州汪氏家族的迁徙与商业活动(完) （页面存档备份，存于）〉。
- 夫马进：〈试论明末徽州府的丝绢分担纷争 （页面存档备份，存于）〉。
- 熊远报：〈在互酬与储蓄之间——传统徽州“钱会”的社会经济学解释 （页面存档备份，存于）〉。
- 岸本美绪：〈贵州山林契约文书与徽州山林契约文书比较研究 （页面存档备份，存于）〉。
- 中岛乐章：〈清代徽州的山林经营、纷争及宗族形成 （页面存档备份，存于）〉。
- 徽州棠樾牌坊群
- 安徽大學徽學研究中心 （页面存档备份，存于）
- 安徽中國徽州文化博物館